# Can Xammar de Baix
Can Xammar de Baix és una masia de l'Ametlla del Vallès (Vallès Oriental), catalogada com a bé cultural d'interès local.

## Història
Va ser feta construir el 1649 per Antoni Xammar i Plantada, fill de Can Xammar de Dalt (avui coneguda com a Can Millet), que devia heretar part de la gran finca per la banda de llevant, i que arribà a tenir més importància que el mas original.
És també coneguda com a mas Magí pel nom d'un dels hereus. A finals del segle xix, el seu propietari era Josep Xammar, alcalde de l'Ametlla del Vallès el 1864. A partir d'aquell moment, com totes les propietat agrícoles dedicades a la vinya, el seu rendiment va començar a minvar i el 1925, la propietària Dolors de Xammar i Gili la va haver de vendre a l'obra social de Nostra Senyora de la Visitació, que la va dedicar a llar de gent necessitada.

## Descripció

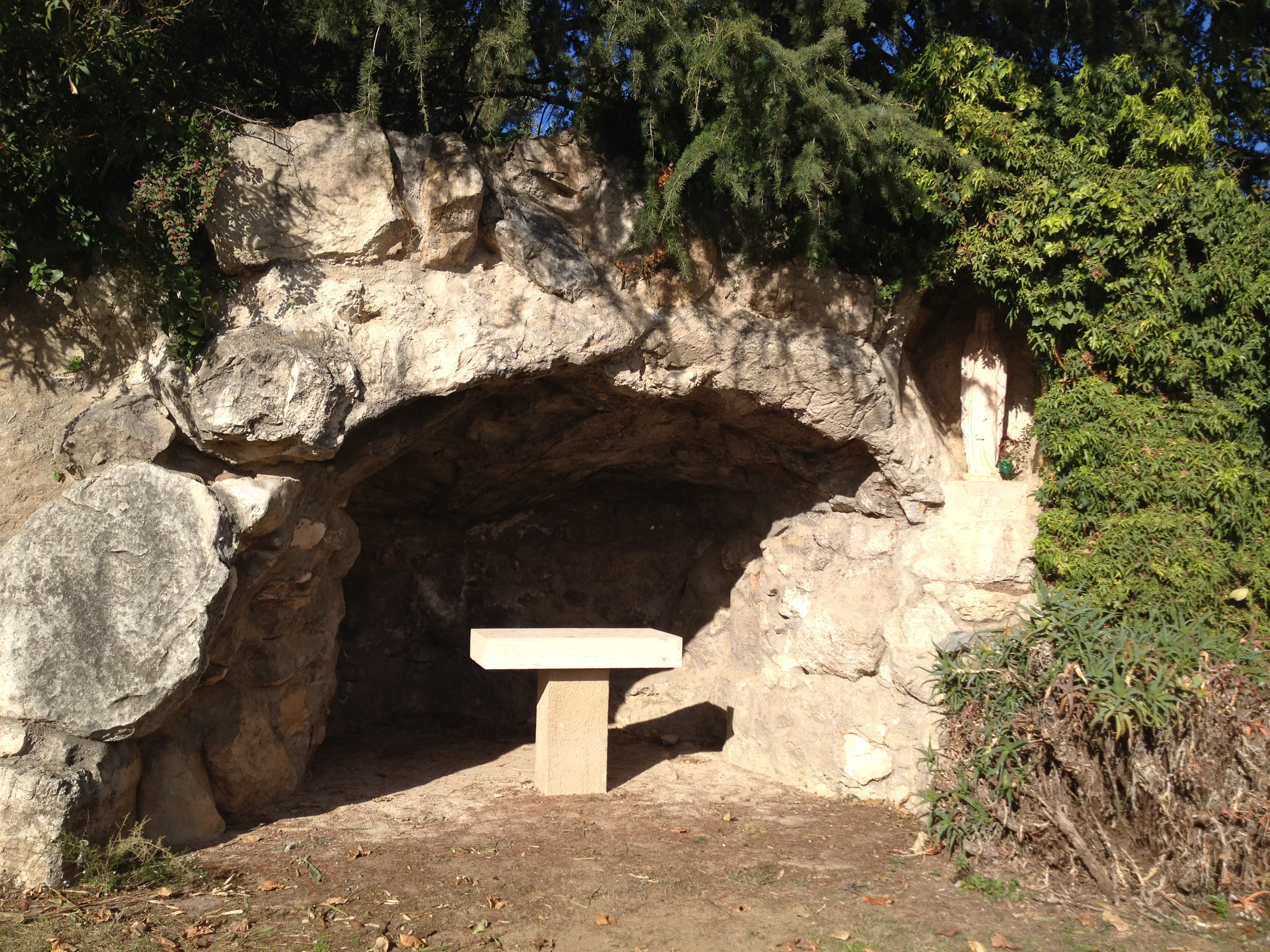
La capella del jardí

Antiga masia, avui casa de colònies. És un gran edifici de planta rectangular compost de planta baixa i dos pisos, cobert a quatre vessants. Té quatre façanes planes de paredat arrebossat. Té també gran quantitat d'obertures, totes elles amb marcs plans de carreus. A les cantoneres també hi ha carreus.
A la façana principal hi ha una porta adovellada de mig punt de grans carreus; al damunt hi ha encastat l'escut de la casa Xammar amb una inscripció. L'edifici ha estat poc reformat. Té un cos afegit a la part darrera amb arcades. L'antic celler ha estat transformat en capella i el pati emmurallat, amb el gran portal d'entrada, en un gran jardí obert.
Des de la porta es contempla la plana del Vallès amb l'Ametlla i la Garriga en primer pla.